# Carlo Caldera
Carlo Caldera (Verona, 25 settembre 1891 – 15 ottobre 1956) è stato un avvocato e politico italiano. È stato membro dell'Assemblea Costituente (Italia) per il Partito Socialista Italiano e successivamente senatore per le prime due legislature della Repubblica Italiana.